# إلينا نيتشايافا
إلينا نيتشايافا (مواليد 10 نوفمبر 1991) هي مغنية إستونية، مثلت إستونيا في مسابقة الأغنية الأوروبية 2018.

## روابط خارجية
- إلينا نيتشايافا على موقع IMDb (الإنجليزية)
- إلينا نيتشايافا على موقع ميوزك برينز (الإنجليزية)
- إلينا نيتشايافا على موقع أول ميوزيك (الإنجليزية)
- إلينا نيتشايافا على موقع ديسكوغز (الإنجليزية)
- إلينا نيتشايافا على موقع قاعدة بيانات الفيلم (الإنجليزية)